# Tunel Wisłostrady
Tunel Wisłostrady – tunel w Warszawie na lewym brzegu Wisły, na Powiślu, znajdujący się pod mostem Świętokrzyskim. Tunelem przebiega odcinek Wisłostrady o długości ok. 900 m. W latach 2003–2016 był najdłuższym drogowym tunelem w Polsce.

## Budowa
Tunel powstał w związku z budową mostu Świętokrzyskiego. Jezdnia mostu została zaprojektowana tuż nad poziomem jezdni Wisłostrady, wskutek czego przejazd wzdłuż Wisły trzeba było umieścić w tunelu.
Budowę tunelu rozpoczęto w kwietniu 2001 roku, zakończono zaś w następnym roku, jednak przez niemal rok był on nieużywany ze względu na niespełnianie wymogów bezpieczeństwa i kilkakrotne odkładanie terminu otwarcia. Wielokrotnie krytykowano za jego budowę władze miasta, uważając go za niepotrzebny wydatek. Budowa tunelu kosztowała ok. 210 mln zł – o ok. 30 mln zł więcej niż planowano.
Na czas budowy tunelu wybudowano specjalną jezdnię na nabrzeżu Wisły, popularną wśród rolkarzy, rowerzystów i spacerowiczów. Po oddaniu do użytku tunelu, jezdnia ta została zamknięta dla ruchu samochodowego, jednakże w wypadku awarii lub kolizji w tunelu, miała służyć jako jego objazd. Stało się tak w sierpniu 2012 roku, kiedy awaria podczas budowy II linii warszawskiego metra wymusiła zamknięcie tunelu. Nad tunelem powstał duży skwer, ze ścieżkami rowerowymi i alejkami.
Otwarcie tunelu nastąpiło w sierpniu 2003 roku. W sierpniu 2012 roku tunel został zamknięty dla ruchu ze względu na wypłukanie ziemi pod tunelem. Awaria nastąpiła w trakcie budowy stacji metra Centrum Nauki Kopernik. Ruch samochodowy prowadzony był objazdami bulwarami wiślanymi oraz Wybrzeżem Kościuszkowskim. Ratusz planował ponowne otwarcie tunelu do końca 2012 roku. Ponowne otwarcie nastąpiło 23 czerwca 2013.

## Konstrukcja
Dwunawowy tunel drogowy, po trzy pasy ruchu w każdą stronę. W kierunku południowym tunel ma 930 m, zaś w kierunku północnym 889 m. Tunel wyposażony jest w systemy szybkiego oddymiania i wentylacji, oraz specjalne urządzenia zapewniające łączność odpowiednim służbom podczas akcji ratowniczych. W każdym z tuneli mniej więcej w połowie znajduje się przystanek autobusowy.
Strop tunelu lekko opada na obie strony, dzięki czemu woda nie zatrzymuje się na nim, tylko spływa grawitacyjnie na boki i wsiąka w grunt. Trzy grube i głębokie ściany szczelinowe, na których opiera się tunel, w dolnych partiach mają "zęby", otwory, umożliwiające swobodny spływ wody pod tunelem od strony skarpy do Wisły.
Nad częścią tunelu, na ogromnych, pustych w środku skrzyniach fundamentowych, zbudowano Centrum Nauki Kopernik. Podczas budowy centrum w 2008 część tunelu Wisłostrady odkopano, a wzdłuż niego od strony ul. Wybrzeże Kościuszkowskie zbudowano dodatkowy tunel techniczny na instalacje elektryczne i wodno-kanalizacyjne.

## Galeria

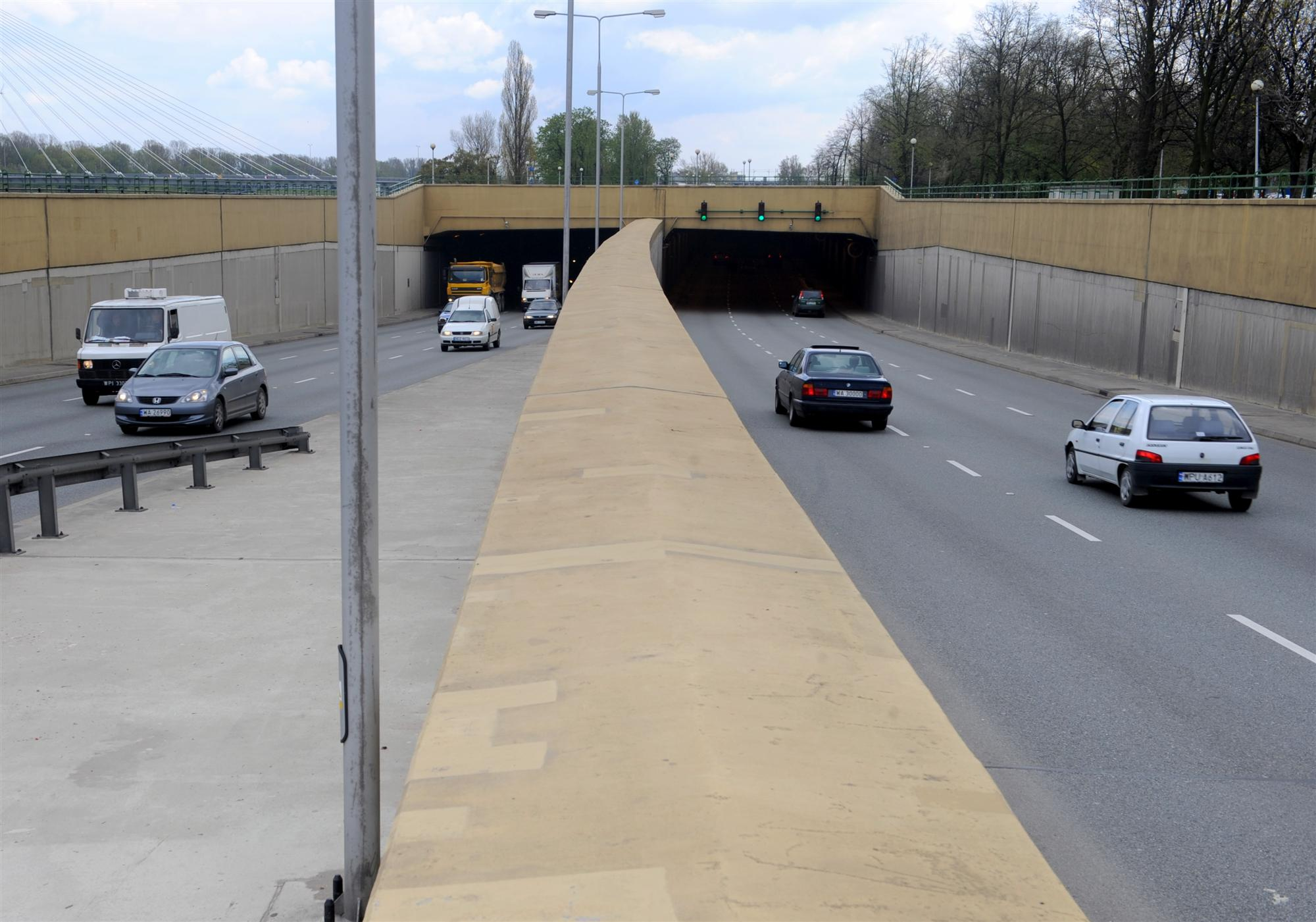
Tunel Wisłostrady, wylot i wlot do tunelu od strony północnej
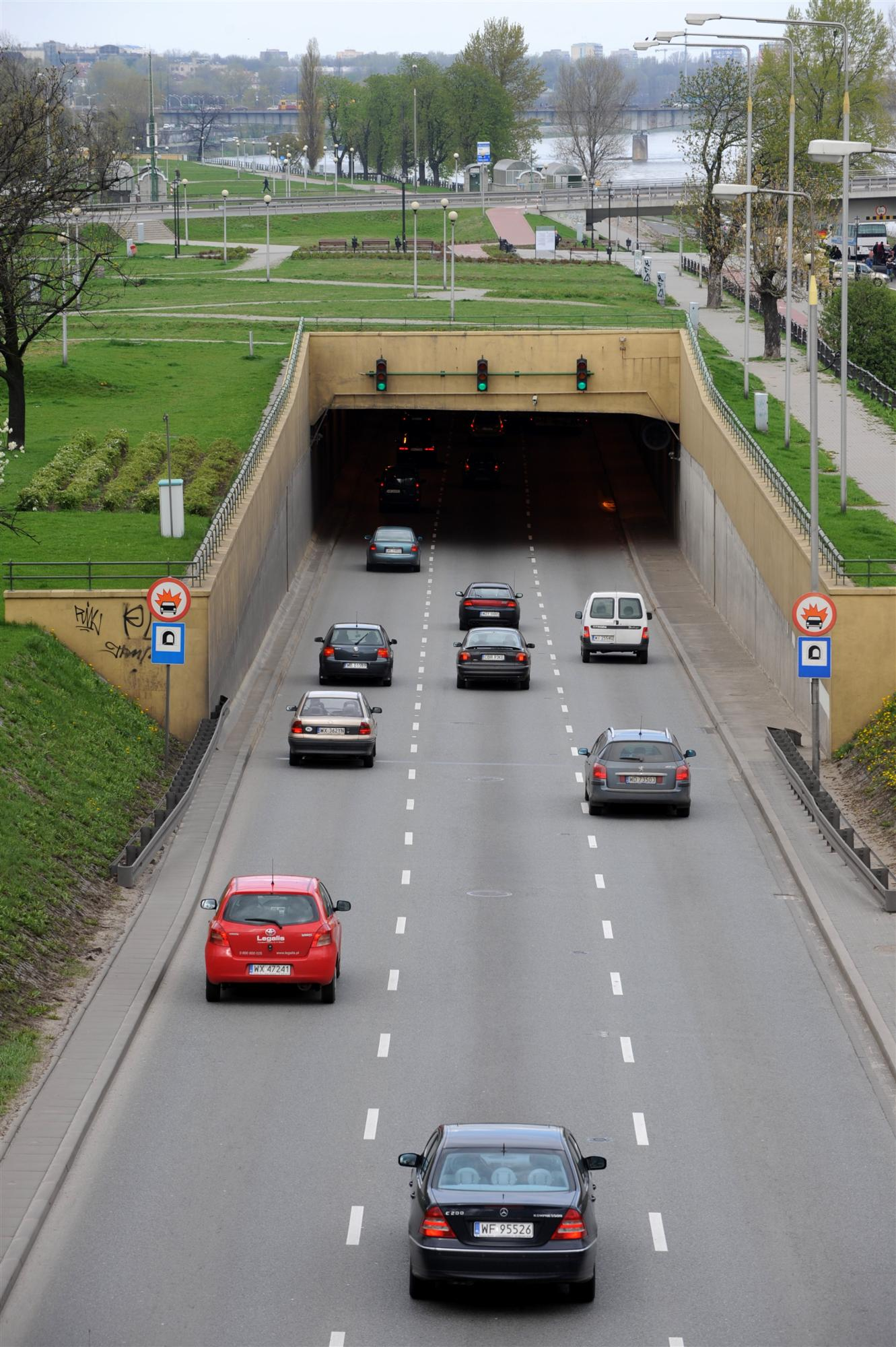
Tunel Wisłostrady, wlot do tunelu od strony południowej
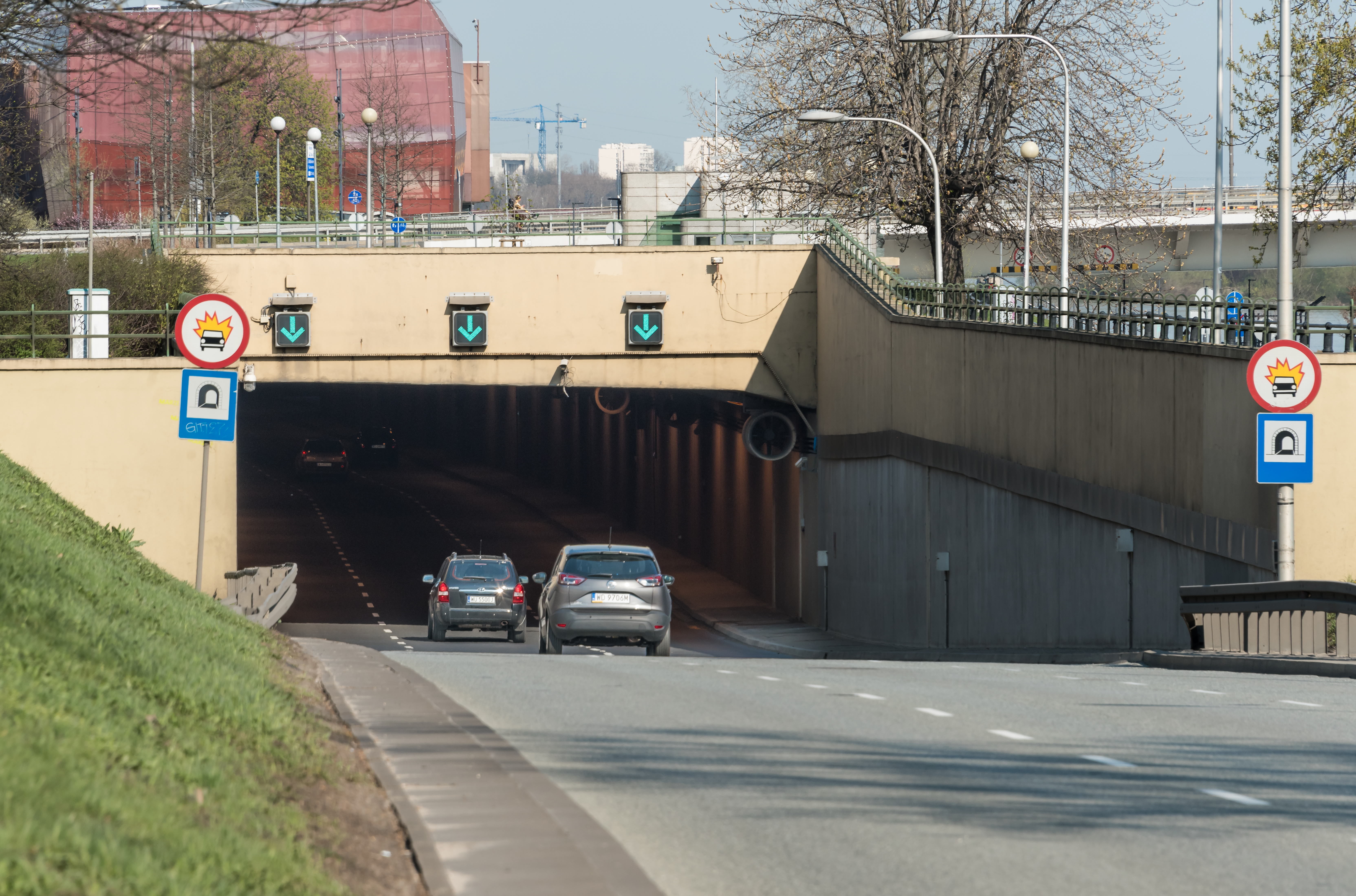
Tunel Wisłostrady, wylot tunelu od strony południowej
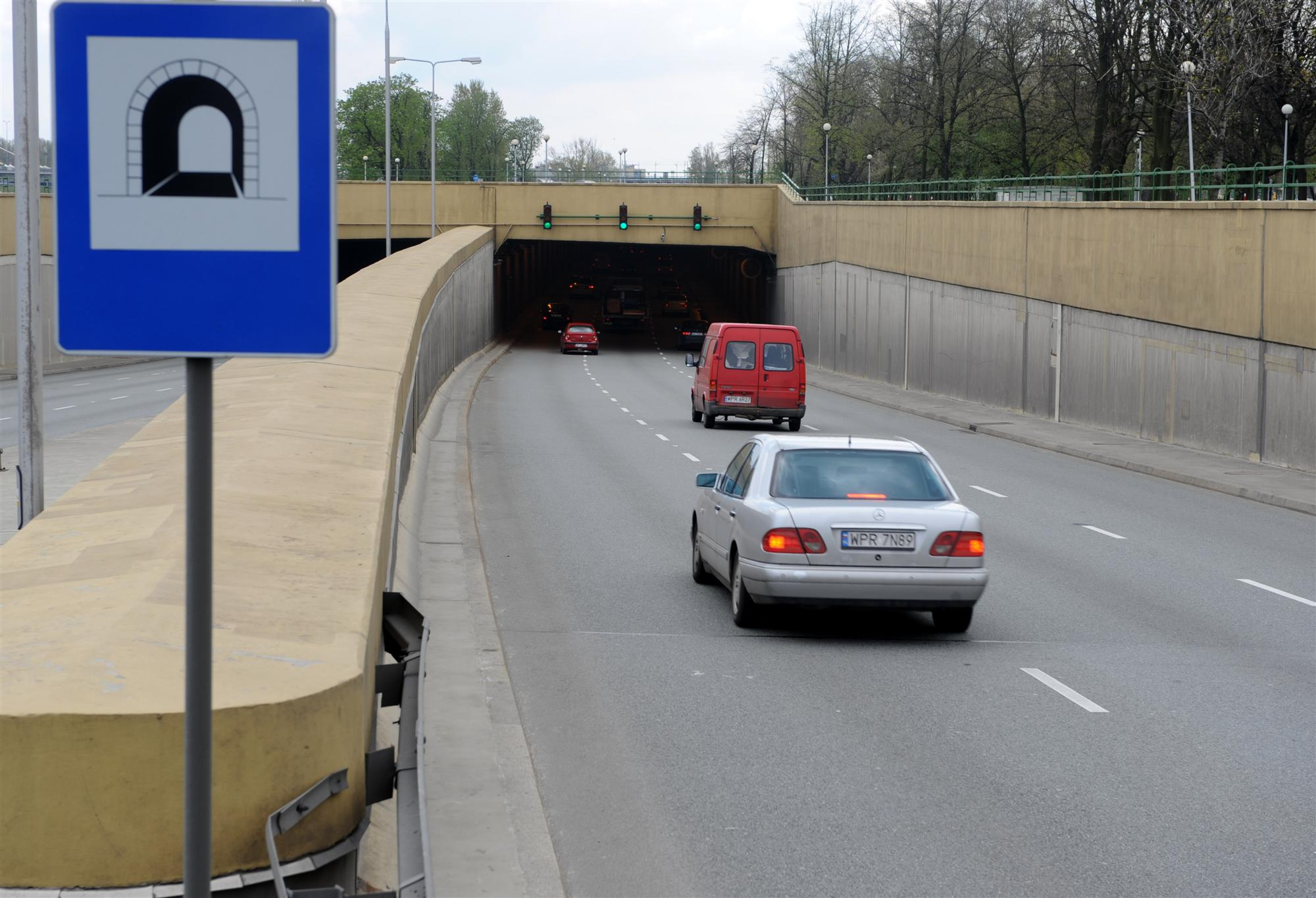
Wlot do tunelu od strony północnej
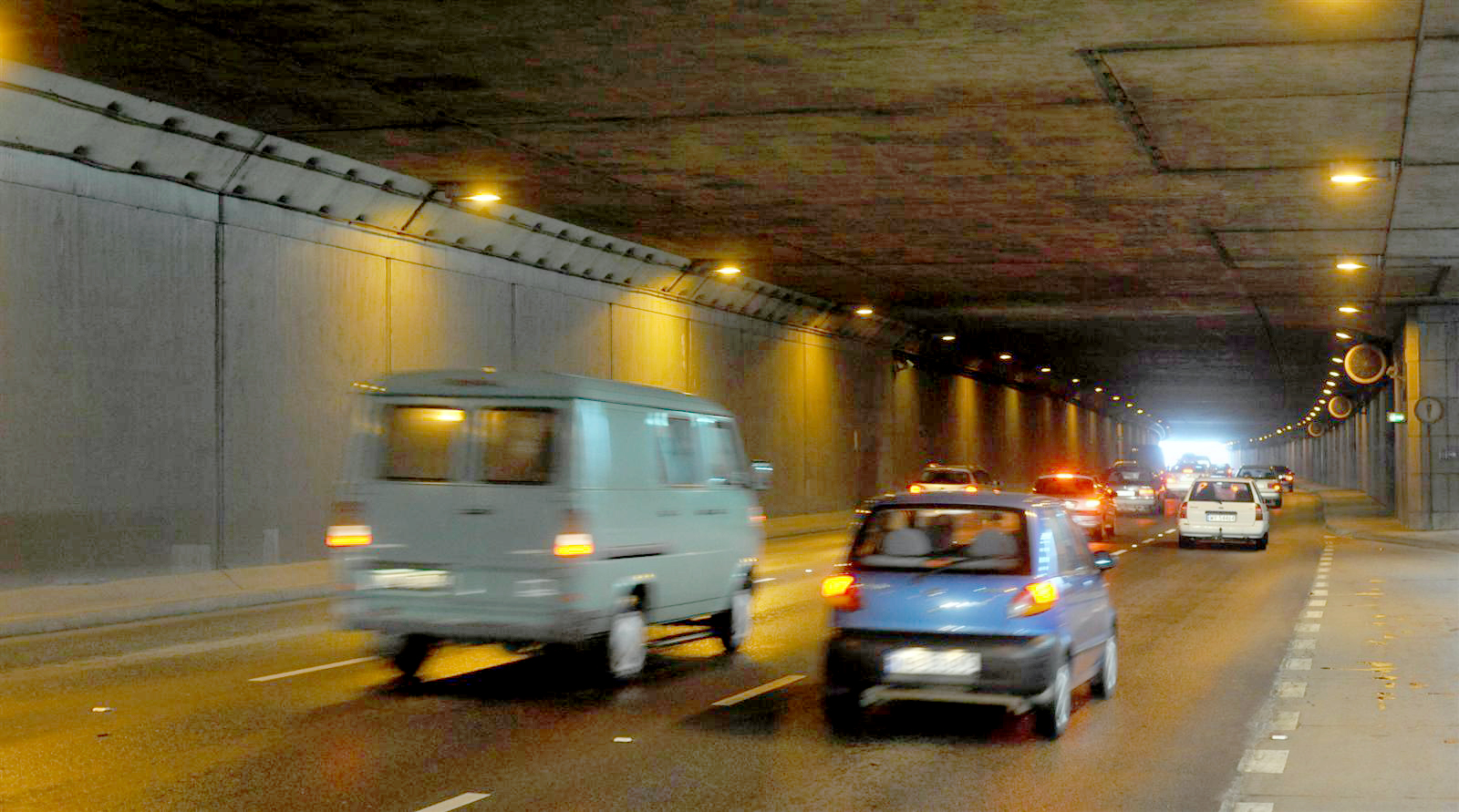
Wnętrze tunelu w kierunku północnym